# Aéroport international de Durango
L'aéroport international (général) Guadalupe Victoria (en espagnol Aeropuerto International (General) Guadalupe Victoria) ou aéroport international de Durango (Aeropuerto Internacional de Durango) (code IATA : DGO • code OACI : MMDO • code DGAC M. : DGO) est un aéroport localisé à Durango, dans l'État de Durango au Mexique. Il se charge du trafic national et international de Durango. Il est situé à seulement 10 minutes au nord-est de la ville.

## Information
En 2008, le terminal de l'aéroport de Durango a été élargi et complètement remodelé. Entre les rénovations du bâtiment, la construction d'une salle d'attente nationale et internationale avec vue à la plate-forme, l'agrandissement du dispensaire, l'établissement de deux bandes pour les bagages (nationale et internationale) et la nouvelle image commerciale. En 2009, la plate-forme a été élargie et la piste 03/21 a été totalement recouverte de même que les taxiways, tout ceci dans le but d'augmenter sa capacité d'opérations.

## Situation
| \| 500 km1:6 468 000 \| Acapulco Aguascalientes Huatulco Campeche Cancún Chetumal Chihuahua Ciudad · del Carmen Ciudad Juárez Ciudad · Obregón Ciudad · Victoria Colima Cozumel Culiacán Guanajuato Durango Guadalajara Hermosillo Ixtapa · Zihuatanejo La Paz San José · del Cabo Los Mochis Matamoros Mazatlán Mérida Mexicali Mexico B.J. Mexico F.A. Minatitlán Monterrey Morelia Nuevo · Laredo Oaxaca Playa · de Oro Puebla Puerto · Escondido Puerto · Vallarta Querétaro Reynosa San Luis · Potosí Tampico Tapachula Tepic Tijuana Toluca Torreón Tuxtla Gutiérrez Uruapan Veracruz Villahermosa Zacatecas |
| 500 km1:6 468 000 |

Aéroports à proximité :
- Aéroport international De Torreón Francisco Sarabia (196 km)
- Aéroport international général Rafael Buelna (216 km)
- Aéroport international général Leobardo C. Ruiz (232 km)
- Aéroport international Amado Nervo (302 km)
- Aéroport international de Culiacán (307 km)

## Statistiques
Pour des raisons techniques, il est temporairement impossible d'afficher le graphique qui aurait dû être présenté ici.

Voir la requête brute et les sources sur Wikidata.

## Compagnies aériennes et destinations
| Compagnies         | Destinations |
| ------------------ | --- |
| Aeroméxico Connect | Mexico-B. Juárez En saison : Tijuana-A. L. Rodríguez                                                                         |
| American Airlines  | Dallas-Fort Worth |
| TAR Aerolineas     | Ciudad Juárez-A. González, Guadalajara-M. Hidalgo y Costilla, Monterrey-M. Escobedo, Querétaro                               |
| VivaAerobus        | Monterrey-M. Escobedo |
| Volaris            | Chicago-Midway, Los Angeles, Tijuana-A. L. Rodríguez, Mexico-B. Juárez, Guadalajara-M. Hidalgo y Costilla, Dallas-Fort Worth |

Édité le 02/09/2019